# Annibale Brasola
Annibale Brasola, né le 16 juin 1925 à Galzignano Terme et mort le 30 novembre 2001 à Vigonovo, est un coureur cycliste italien. Son frère Elio Brasola fut coureur professionnel.

## Biographie
Professionnel de 1947 à 1959, il a gagné trois étapes du Tour d'Italie en 1950, 1952 et 1954 et la semi-classique Giro del Lazio en 1949.  

## Palmarès

### Palmarès amateur
- 1945
  - La Popolarissima
  - Astico-Brenta
- 1946
  - La Popolarissima

### Palmarès professionnel
- 1947
  - 8e du Milan-Modène
- 1949
  - Tour du Latium en ligne
- 1950
  - 7e du Tour de Vénétie
  - 17e étape du Tour d'Italie
- 1951
  - 5e du Grand Prix de Prato
  - 9e du Milan-Turin
  - 10e des Trois vallées varésines
- 1952
  - 16e étape du Tour d'Italie
- 1953
  - 3e du Tour de la province de Reggio de Calabre
  - 5e du Grand Prix de Prato
  - 6e de la Coppa Bernocchi
  - 6e étape du Tour de Sicile
- 1954
  - 14e étape du Tour d'Italie
  - 3e de la Coppa Agostoni

## Résultats sur les grands tours

### Tour d'Italie
6 participations
- 1949 : 59e
- 1950 : 52e, vainqueur de la 17e étape
- 1951 : 66e
- 1952 : 59e, vainqueur de la 16e étape
- 1953 : 68e
- 1954 : 58e, vainqueur de la 14e étape